# Abernathyite
L'abernathyite (simbolo IMA: Abn) è un minerale raro del gruppo della meta-autunite appartenente alla famiglia dei "fosfati, arseniati e vanadati" con composizione chimica K(UO2)(AsO4) • 3(H2O) e quindi, chimicamente parlando, un arseniato di potassio-uranile contenente acqua.

## Etimologia e storia
L'abernathyite è stata scoperta per la prima volta nel 1953 nella miniera "Fuemrol nº 2" (Fuemrole Mine) sulla Temple Mountain vicino a San Rafael nella contea di Emery (Utah, Stati Uniti). Il minerale è stato descritto nel 1956 da M.E. Thompson, Blanche Ingram e E.B. Gross, che gli hanno dato il nome del proprietario della miniera Jess Abernathy, che ha anche trovato i primi campioni del nuovo minerale.
Il materiale tipo del minerale è esposto al National Museum of Natural History di Washington (Stati Uniti) con il numero di catalogo 112650.

## Classificazione
La 9ª edizione della sistematica minerale di Strunz, valida dal 2001 e aggiornata dall'Associazione Mineralogica Internazionale (IMA) fino al 2009, elenca l'abernathyite nella classe "8. Fosfati, arseniati, vanadati" e lì nella sottoclasse "8.E Fosfati e arseniati di uranile"; questa sottoclasse è ulteriormente suddivisa in base al rapporto tra il complesso uranile (UO2) e il complesso di fosfato, arseniato o vanadato (RO4), in modo che il minerale possa essere trovato nella suddivisione "8.EB UO2:RO4 = 1:1" in base alla sua composizione, dove forma il gruppo senza nome nº 8.EB.15 insieme a chernikovite, meta-ankoleite, natrouranospinite, trögerite, uramarsite e uramphite.
Tale classificazione viene mantenuta anche nell'edizione successiva, proseguita dal database "mindat.org" e chiamata Classificazione Strunz-mindat.
Nella Sistematica dei lapis (Lapis-Systematik) di Stefan Weiß, l'abernathyite si trova nella classe dei "fosfati, arseniati e vanadati" e da lì nella sottoclasse dei "fosfati/arseniati di uranile e vanadati di uranile con [UO2]2+ - [PO4]/[AsO4]3- e [UO2]2+ - [V2O8]6-, nonché vanadati isotipici (serie della sincosite)"; qui forma il "gruppo della meta-autunite" insieme a bassetite, chernikovite, lehnerite, meta-ankoleite, meta-autunite, metaheinrichite, metakahlerite, metakirchheimerite, metanatroautunite, metasaléeite, metalodèvite, metanováčekite, metarauchite, metatorbernite, metauranospinite, metauranocircite, metazeunerite, natrouranospinite, pseudo-autunite, ulrichite, uramarsite e uramphite con il numero di sistema VII/E.02.
Anche la classificazione dei minerali secondo Dana, che viene utilizzata principalmente nel mondo anglosassone, classifica l'abernathyite nella classe dei "fosfati, arseniati e vanadati" e lì nella sottoclasse dei "fosfati idrati, ecc.". Qui è l'unico membro del gruppo senza nome 40.02a.09 all'interno della suddivisione "fosfati acquosi ecc., con A2+(B2+)2(XO4) • x(H2O), con (UO2)2+".

## Abito cristallino
L'abernathyite cristallizza nel sistema tetragonale nel gruppo spaziale P4/ncc (gruppo nº 130) con i parametri del reticolo a = 7,176 Å, c = 18,126 Å e con quattro unità di formula per cella unitaria.

## Proprietà
Il minerale è classificato come altamente radioattivo a causa del suo contenuto di uranio fino al 45,8% e ha un'attività specifica di circa 81,9 kBq/g (per confronto, il potassio naturale possiede un'attività specifica di 31,2 Bq/g).
Sotto la luce ultravioletta, l'abernathyite mostra una fluorescenza verde-giallastra, simile a quella degli evidenziatori.

## Origine e giacitura
L'abernathyite si forma come un raro minerale secondario nell'arenaria bituminosa sbiancata. I minerali di accompagnamento includono scorodite, heinrichite e zeunerite.
Il minerale è stato rilevato solo in pochi siti, circa 20. Oltre alla sua località tipo, la "Fuemrol nº 2 Mine" nello Utah, l'abernathyite è stata trovata anche a Tuba City, in Arizona, (contea di Saguache) e nell'Elk Park nella contea di San Juan (Colorado), in Colorado; nella Deer Strike e nella Elk Mine (contea di Custer (Idaho), Idaho), nella White King Mine a Lakeview nella Contea di Lake (Oregon), e in diverse località della contea di Harding (Dakota del Sud).
In Germania, l'abernathyite è stata trovata nel "Grube Sophia" vicino a Wittichen e nel "Grube Segen Gottes" vicino a Haslach im Kinzigtal nella Foresta Nera nel Baden-Württemberg; vicino a Dörrmorsbach e sull'Hartkoppe nello Spessart (Baviera), nonché nel "Grube Vater Abraham" vicino a Lauta nel Bauer Morgengang sui Monti Metalliferi (Sassonia).
Inoltre, sono noti anche i siti Riviéral vicino a Lodève nella regione francese della Linguadoca-Rossiglione; nel comune del voivodato della Bassa Slesia di Stara Kamienica (Polonia); a Beaufort West in Sudafrica.

## Forma in cui si presenta in natura
L'abernathyite sviluppa cristalli trasparenti a pannelli spessi fino a circa tre millimetri di un colore giallo vivace; il colore del suo striscio è giallo chiaro.